# Döden i Venedig
Döden i Venedig (originaltitel: Der Tod in Venedig) är en kortroman från 1912 av Thomas Mann, ursprungligen publicerad i tidskriften Neue Rundschau.

## Handling
Vid sekelskiftet reser författaren Gustav von Aschenbach till Venedig för att vila, på grund av allvarliga hälsoproblem. I Venedig blir han besatt av skönheten hos en ung polsk pojke vid namn Tadzio som bor med sin överklassfamilj på samma hotell som Aschenbach. Tecken på en koleraepidemi bagatelliseras av de lokala myndigheterna, men i ökande grad av panik avbryter gäster sin semester och åker hem. Aschenbach bestämmer sig också för att resa men ångrar sig vid järnvägsstationen. Han har svårt att lämna hotellet där han sett den vackre Tadzio. Han sätter sig i en solstol och ser hur Tadzio leker erotiskt på stranden med en äldre pojke. Aschenbach hittas senare död i stolen.

## Adaptioner
- Döden i Venedig är en film från 1971 i regi av Luchino Visconti
- Döden i Venedig är en opera från 1973 i två akter med musik av Benjamin Britten och libretto av Myfawny Piper